# Phrynocephalus sakoi
Espèce

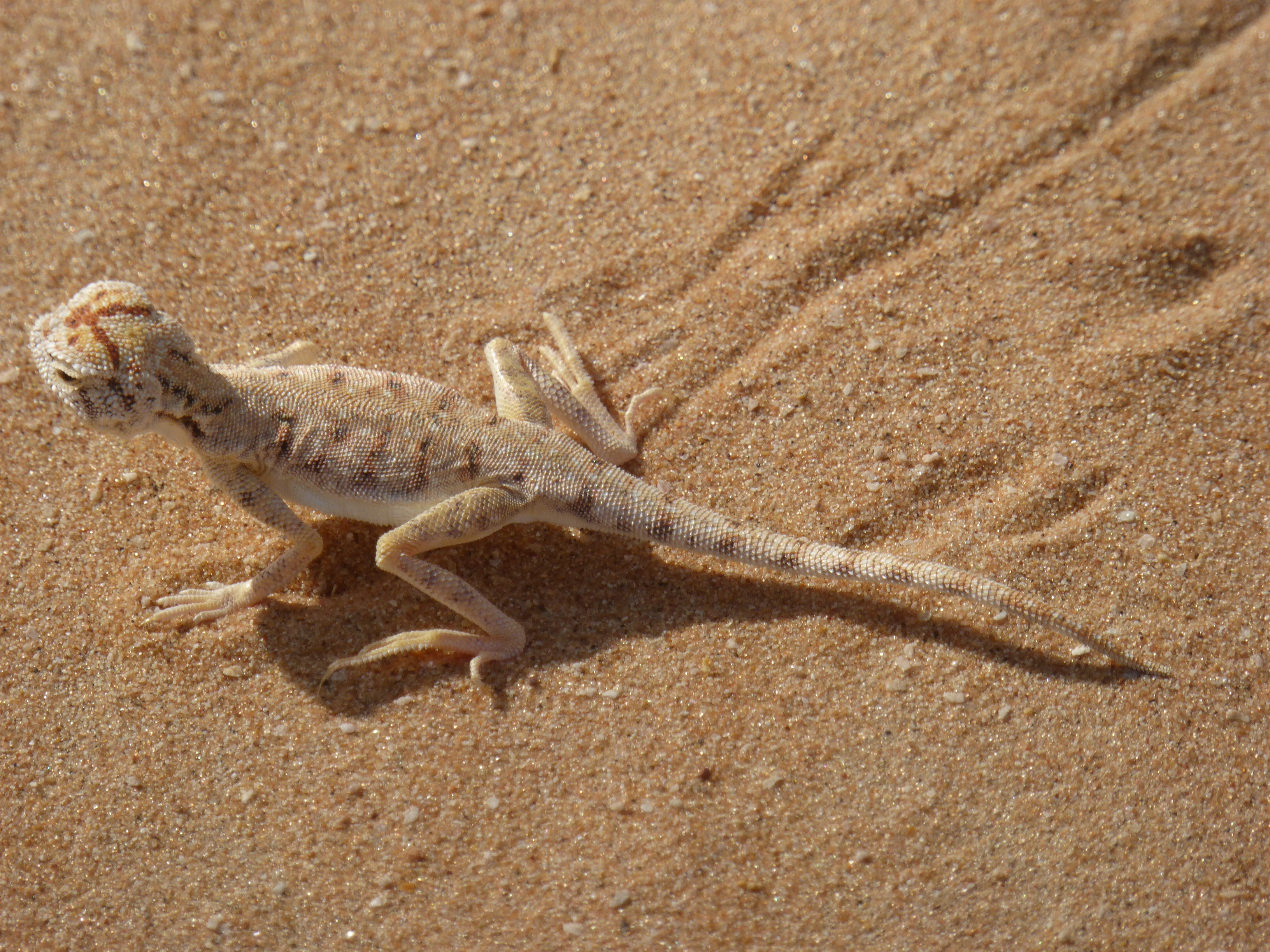

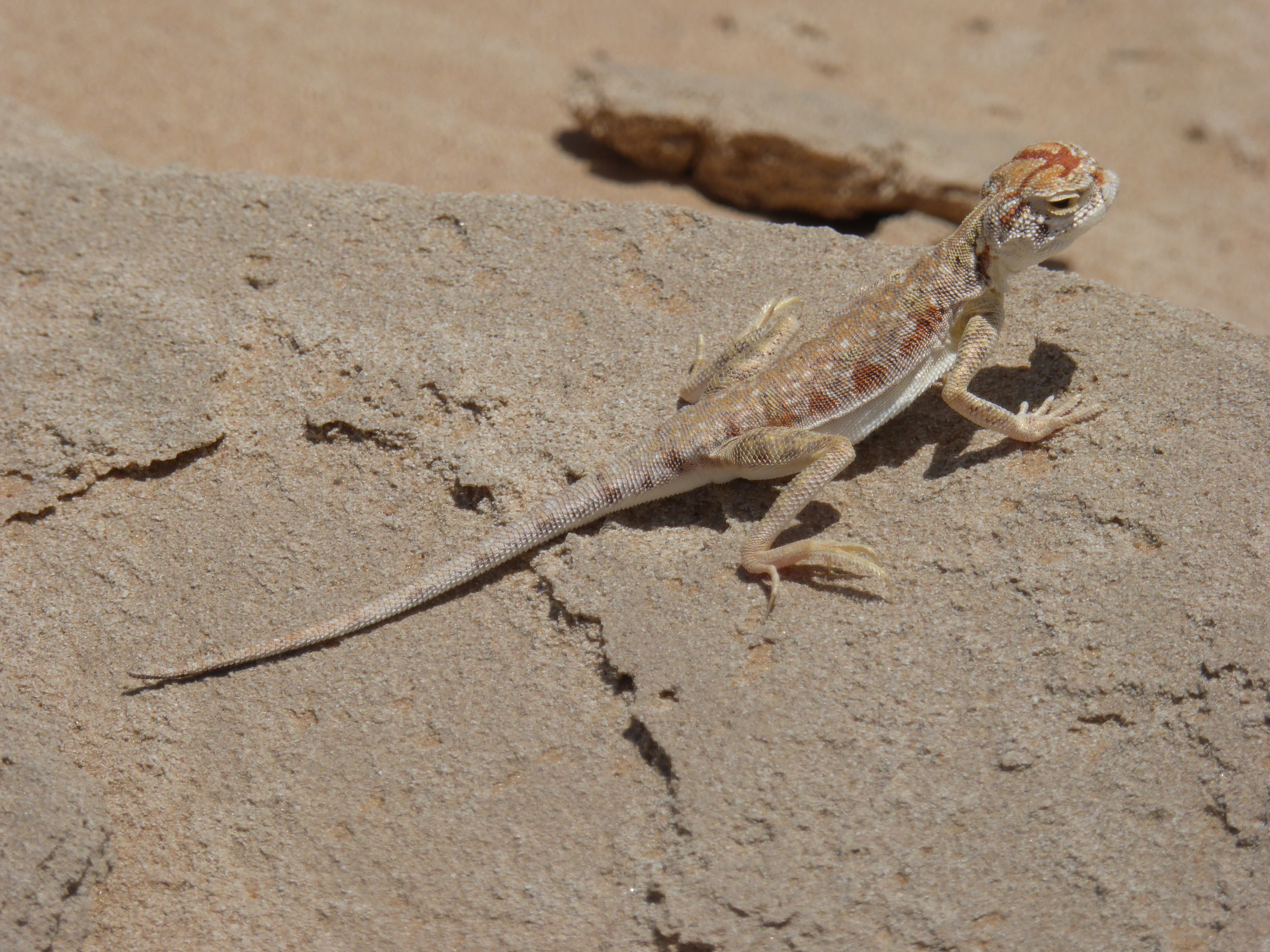

Phrynocephalus sakoi est une espèce de sauriens de la famille des Agamidae.

## Répartition
Cette espèce est endémique du Nord-Est d'Oman. Elle se rencontre dans les Wahiba Sands.

## Étymologie
Cette espèce est nommée en l'honneur de Sako B. Tuniyev (1983-2015).

## Publication originale
- Melnikov, Melnikova, Nazarov, Al-Johany & Ananjeva, 2015 : A New Species of Phrynocephalus (Agamidae, Sauria) from Al Sharqiyah Sands, Northeastern Oman, Dedicated to the Memory of Sako Tuniyev (1983 – 2015). Russian Journal of Herpetology, vol. 22, no 4, p. 301-309.